# 서산 보원사지 오층석탑
서산 보원사지 오층석탑(瑞山 普願寺址 五層石塔)은 대한민국 충청남도 서산시에 위치한 보원사지에 있는 고려시대에 만들어진 오층석탑으로 대한민국의 보물 제104호로 지정되었다. 고려 초기의 탑파 양식을 보여주며, 높이가 9m나 되는 큰 탑이다. 하성 기단의 각 면에 사자 모양을 새기고 상성 기단의 각 면에는 팔부신중을 새겨 신라 말기 석탑의 수법을 보여준다. 한편 얇고 길게 뻗은 처마가 백제의 전통을 따르고 있어 매우 특이하다.

## 개요
보원사(普願寺)터 서쪽의 금당터 앞에 세워져 있는 고려시대의 석탑이다. 보원사는 백제 때의 절로 사찰에 대한 역사는 전혀 알려지지 않았으나, 1959년 국보 제84호인 서산 용현리 마애여래삼존상이 발견되면서 학계의 관심이 모아지고 있다. 절터에는 이 탑 외에도 서산 보원사지 법인국사탑과 탑비, 당간지주, 석조 등이 남아있어 당시 사찰의 규모가 매우 컸음을 알 수 있다.
이 탑은 2단의 기단(基壇) 위에 5층의 탑신(塔身)을 올린 형태이다. 아래기단 옆면에는 사자상을 새기고 윗기단 옆면에는 팔부중상(八部衆像)을 2구씩 새겼다. 8부중상은 불법을 지키는 여덟 신으로 통일신라와 고려에 걸쳐 석탑의 기단에 많이 나타난다. 탑신에서는 1층 몸돌 각 면에 문짝 모양을 새겼으며, 지붕돌은 얇고 넓은 편으로 온화한 체감률을 보이고 있다. 지붕돌이 넓어진 것은 백제계 석탑 양식을 모방한 것으로 옛 백제지역의 특색이 잘 나타나 있다. 꼭대기에는 네모난 노반(露盤:머리장식받침)이 남아 있고 그 위로 머리장식의 무게중심을 고정하는 철제 찰주가 높이 솟아있다.
이 탑은 세부조각이 형식적으로 흐른감이 있으나 장중하고 안정감이 느껴지는 고려 전기의 우수한 석탑이다.

## 사진

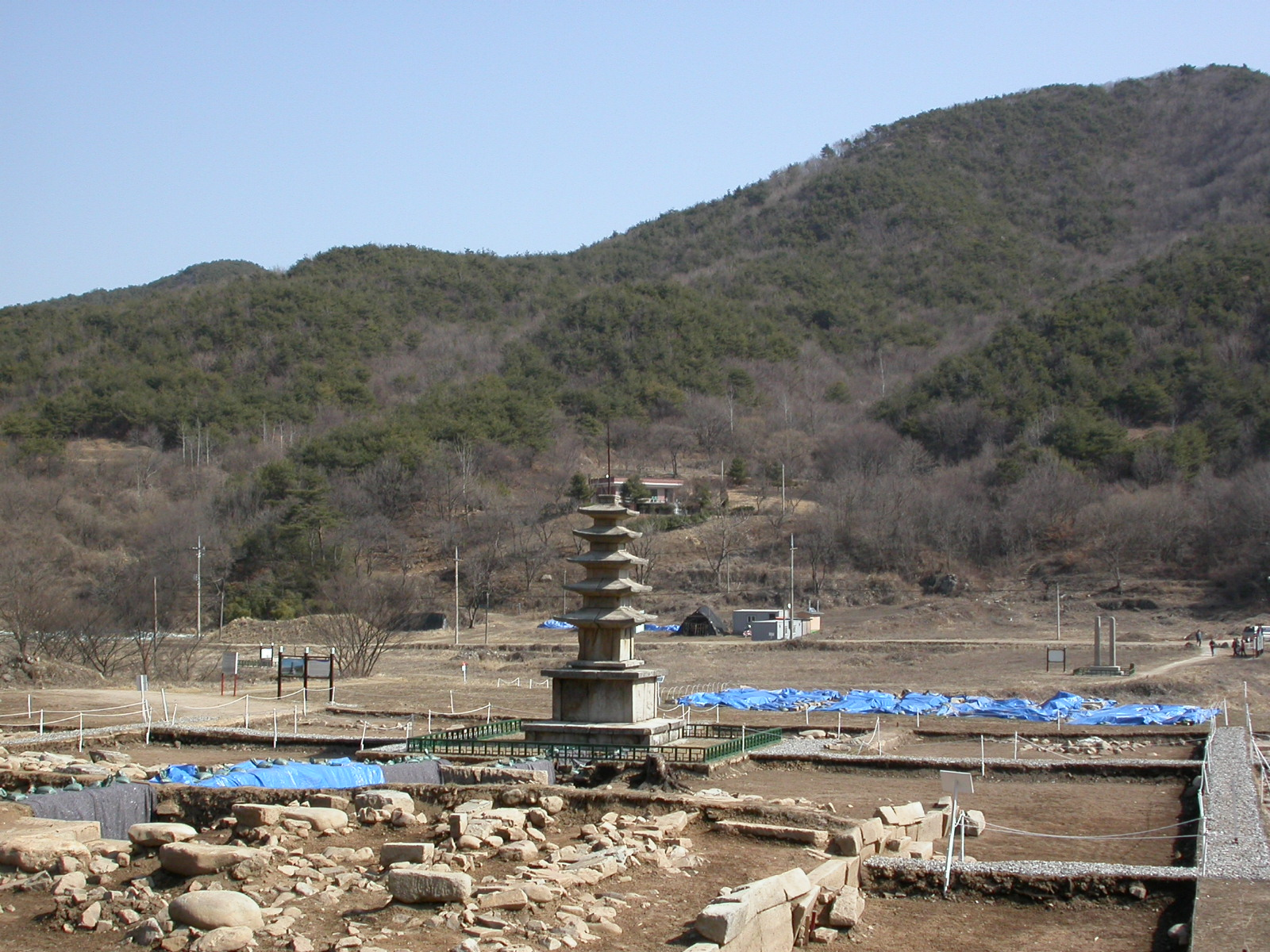
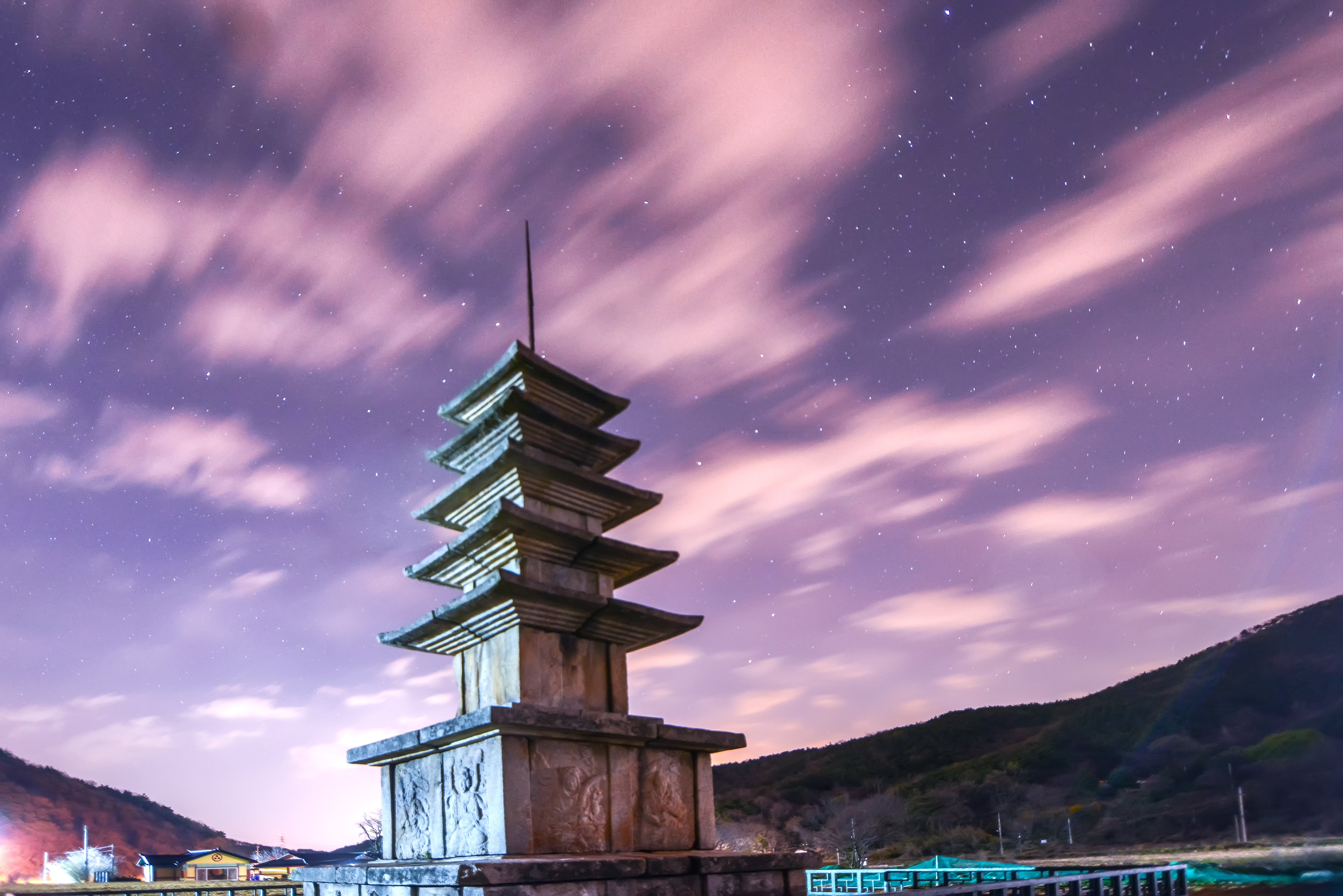

## 같이 보기
- 보원사지